# Andy Cadiff
Andy Cadiff, all'anagrafe Andrew Cadiff (New York, 27 maggio 1955), è un regista e produttore televisivo statunitense.

## Biografia
Ha conseguito una laurea ad Harvard. Ha diretto episodi di molte serie televisive di successo come Quell'uragano di papà, Spin City, Tutto in famiglia, Genitori in blue jeans, La vita secondo Jim, The War at Home, The King of Queens, Le regole dell'amore, Anger Management and Give me five.
Ha anche diretto i lungometraggi Ci pensa Beaver (1997), che rappresenta il suo debutto cinematografico, e Amori in corsa (2004), con Mandy Moore.
Nel 1988 ha diretto Mail, musical di Broadway con Michael Rupert.

## Vita privata
Cadiff ha sposato nel 2003 l'attrice Susan Diol, dalla quale ha divorziato nel 2010. 

## Filmografia parziale

### Regista
- We'll take Manhatthan (1990) - Film tv
- Ci pensa Beaver (1997)
- My wonderful life (2002) - Film tv
- My life with men (2002) - Film tv
- Amori in corsa (2004)
- Thank god it's monday (2004) - Film tv
- Pool guys (2005) - Film tv
- Enough about me (2005) - Film tv
- A bunch of amateurs (2008)
- Married not dead (2009) - Film tv
- Southern discomfort (2010) - Film tv
- Herd Mentality (2011) - Film tv